# Cacaohelea glukhovae
Cacaohelea glukhovae är en tvåvingeart som beskrevs av Art Borkent och C. Picado 2008. Cacaohelea glukhovae ingår i släktet Cacaohelea och familjen svidknott.
Artens utbredningsområde är Costa Rica. Inga underarter finns listade i Catalogue of Life.